# Horné Dubové
Horné Dubové (Hongaars: Felsődombó) is een Slowaakse gemeente in de regio Trnava, en maakt deel uit van het district Trnava.
Horné Dubové telt 377 inwoners.